# Giovanni Battista Pioda (Diplomat, 1850)

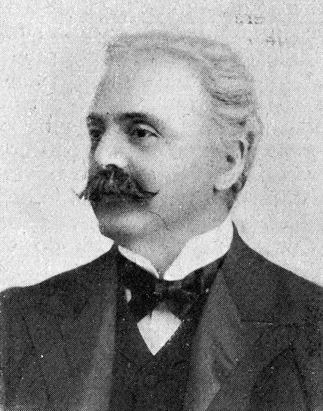
Giovanni Battista Pioda (zwischen 1902 und 1914)

Giovanni Battista Pioda (auch Giovan Battista Pioda oder Jean Baptiste Pioda) (* 24. April 1850 in Lugano; † 30. November 1914 in Porto d’Anzio) war ein Schweizer Diplomat. Zusammen mit Alfred de Claparède und Charles Lardy gehörte Pioda zu den Berufsdiplomaten der ersten Generation der Schweiz.

## Leben
Als Sohn des in Locarno geborenen Vaters Giovanni Battista Pioda, welcher ehemaliger Bundesrat und Diplomat war, folgte er seinem Vater nach Bern und dann nach Italien. Er studierte Rechtswissenschaften in Rom und arbeitete danach mehrere Jahre bei zwei Banken in Italien und erwarb 1880 das Lizenziat in Rechtswissenschaften. Nach dem Ausbruch des Ersten Weltkrieges, aber vor dem Eintritt Italiens in den Krieg, starb Pioda in der Nähe von Rom.

## Diplomatischer Dienst

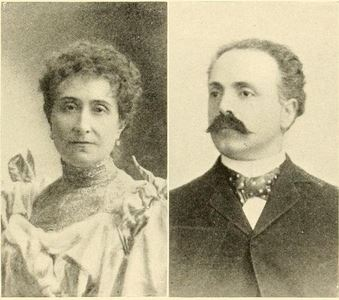
Pioda und seine Ehefrau in Washington, D.C. 1895

Im Jahr 1875 trat er in den diplomatischen Dienst und wurde Gesandtschaftsattaché an der Gesandtschaft in Rom. 1877 erfolgte die Beförderung zum Gesandtschaftssekretär und 1884 zum Gesandtschaftsrat im gleichen Posten. Am 23. November 1894 ernannte der Bundesrat Pioda zum ausserordentlichen Gesandten und bevollmächtigten Minister der Gesandtschaft in Washington als Nachfolger von Alfred de Claparède. Fernand du Martheray löste Pioda in Washington 1902 ab und nach der Silvestrelli-Affäre wurde Pioda 1902 vom Bundesrat beauftragt als neuer Schweizer Gesandter in Italien, als Nachfolger von Gaston Carlin, die schweizerisch-italienischen Beziehungen zu normalisieren. In der Tat war es für Pioda schwierig, das Vertrauen der Italiener zu gewinnen. Am 30. November 1914 verstarb Pioda im Amt.